# Korea Aerospace Industries
Korea Aerospace Industries - KAI (korejsko 한국항공우주산업, Hanja: 韓國航空宇宙産業) je južnokorejsko letalskovesoljsko in obrambno podjetje. Podjetje je nastalo leta 1999, ko so se združili Samsung Aerospace, Daewoo Heavy Industries in Hyundai Space and Aircraft Company.

## Izdelki
Licenčna proizvodnja
- MBB/Kawasaki BK 117 helikopter
- MBB Bo-105 KLH (1989)
- KF-16 KF-16, (1991) : Samsung Aerospace je v 1990ih licenčno zgradil 140 lovcev F-16 C/D Block 52[3]

Izboljšave in modifikacije
- P-3CK
- Lockheed C-130 Hercules
- Westland Lynx
- Boeing 737 AEW&C

Letala s fiksnimi krili
- KAI KT-1 Woongbi (2000)
- KAI T-50 Golden Eagle (2005)
- KAI KC-100 Naraon  (2011) – 4-sedežno enomotorno športno letalo[4]

Helikopterji
- KAI KUH-1 Surion (2013)

Brezpilotni zrakoplovi
- KAI RQ-101 Songgolmae (2001): znan tudi kot Night Intruder 300[5]

### Partnerstvo
- Bell 427
- Bell 429

### Sateliti
- Korejski večnamenski sateliti št. 1, 2, 3 in 5

### Vesoljske rakete
- Korea Space Launch Vehicle(KSLV)-II:[6]

### Projekti v prihodnosti
- KAI KF-X - Korejski lovec[7]
- KAI LCH/LAH - Lahki civilni in vojaški helikopter[8]
- KAI Midsize Turboprop Passenger Plane - 90 sedežno turbopropelesko letalo 2019.[9]
- KAI Nova generacija brezpilotni letal.[10]